# Sant Vicent del Raspeig
Sant Vicent del Raspeig és una vila i municipi del País Valencià situat a la comarca de l'Alacantí, dins de l'Àrea metropolitana d'Alacant-Elx.

## Geografia
El terme municipal té una extensió aproximada de 39,34 km² (3934 ha) i s'emmarca en l'Horta d'Alacant, una plana litoral presidida per la ciutat d'Alacant que dista de Sant Vicent només 6 quilòmetres i amb qui forma un continu urbà. El terme limita també amb els municipis de Tibi i Xixona pel nord; Alacant, Mutxamel i El Palamó (barri d'Alacant) per l'est; i pel sud i l'oest amb la capital alacantina.
| Tibi    | Tibi Xixona | Mutxamel Alacant |
| Alacant |             | Mutxamel         |
| Alacant | Alacant     | Alacant          |

Sant Vicent forma, juntament amb la ciutat d'Alacant i les localitats de Mutxamel, Sant Joan i El Campello, una conurbació de més de vora 500.000 habitants que pertany al seu torn a una àrea metropolitana més àmplia, denominada àrea metropolitana d'Alacant-Elx.
El relleu es configura com un gran glacis-terrassa que descendeix des de l'alineació Maigmó-Ventós, amb un relleu clarament diferenciat entre la zona muntanyenca septentrional i els suaus plans inclinats del sud. Sense tenir en compte l'arc muntanyenc citat, les terres passen d'una altitud d'uns 440 metres en la Venda de Xirau, als 250 metres de Lloma Redona, més els 109 metres del nucli urbà de la ciutat, fins als al voltant de 85 metres en el barri de Santa Isabel que confina amb el terme municipal d'Alacant, la qual cosa donaria per a tot el territori una suau pendent nord-sud del 3%. No obstant això, cal destacar que el terme no segueix uns límits naturals o comarcals sinó que es defineix com una franja allargada i estreta entre els dos punts citats, constreta pels termes d'Alacant i Mutxamel.
Escassegen les fonts d'aigua, a penes un parell (Carranchalet, Llacunes de Rabasa i el Savinar) i barrancs o rambles que només porten aigua de manera estacional, com la rambla de Rambutjar (tributari de la rambla de les Ovelles).
El clima és el típic del litoral mediterrani, encara que amb índexs d'aridesa superiors als normals de la resta de la regió. Les mitjanes climàtiques oscil·len entre els 12 °C de gener i els 30 °C de juliol i agost, mentre que les pluges no passen de 340 mm anuals, i a més estan desigualment repartides al llarg de l'any. La majoria de les pluges es donen a la tardor durant el mes d'octubre, i a la primavera el mes d'abril. Els dies de pluja són 38 a l'any.
La riquesa del sòl és ja per si mateix limitada perquè predominen terrenys de capacitat agrària mediocre a excepció dels voltants del nucli urbà on apareix un mantell edàfic de major potencialitat. Tampoc són extraordinàries les seves fonts de matèries primeres, a excepció dels afloraments triàsics del Keuper (argiles, guixos, etc.), molt abundants en tota la conca de la Rambla de Rambutjar, susceptibles d'un ús ceràmic o les vetes d'ocre de la serra del Savinar, explotades com a matèria colorant des de la segona meitat del segle xix.
No té vegetació arbòria, exceptuant la conreada i alguns grups de pins en les finques i xalets. La mala herba que creix en les zones no conreades és la pròpia del clima mediterrani, com l'espart, el romaní, la carrasca, etc.

### Topònim
El topònim del municipi va sorgir arran de l'estada de Sant Vicent Ferrer en les terres del Raspeig al voltant de l'any 1411. El municipi va créixer al voltant d'una ermita situada en El Raspeig, on es documenta l'existència dels primers nuclis de població habitats des del segle xvii. Aquesta antiga pedania d'Alacant inicià els tràmits per segregar-se'n el 1836 i finalment va aconseguir la segregació del municipi d'Alacant el 1848. Posteriorment, en el segle xx es va produir la industrialització del municipi i la seua inclusió en l'àrea metropolitana d'Alacant, amb el consegüent creixement demogràfic. A finals del segle xx el municipi va experimentar una extensió urbanística molt important que sumat al procés de desindustrialització ha acabat convertint el municipi en residencial.

## Història
No es coneix amb seguretat quins van ser els seus orígens. És molt possible que es remunten a l'època musulmana. Nogensmenys, si això fora així la seua població musulmana hauria desaparegut a mitjans del segle xvi, ja que l'actual població té la seua arrel en una antiga ermita aixecada el 1560, sota l'advocació de Sant Vicent Ferrer, la qual cosa fa suposar que foren, en la seua major part, cristians vells, i que es convertiren en amos directes de les terres que treballaven. Tingué un segle xix atzarós, ja que malgrat que es va separar d'Alacant, a la qual jurisdicció pertanyia, va perdre la seua municipalitat durant algun temps el 1843. És, per això, un municipi recent que ha assolit en el segle xx un important desenvolupament industrial basat en la indústria de la ceràmica, gràcies a la presència de calcàries en el seu territori, la qual cosa ha permès d'incrementar sa població fins als 33.250 habitants (santvicenters) de 1994 o els 37.883 de 2000. Ambdós fets l'han dut a formar una conurbació amb la capital comarcal, en la qual s'ubica la Universitat d'Alacant.

## Demografia
A data de 2022, Sant Joan d'Alacant tenia 24.450 habitants (INE).
| any  | habitants |
| ---- | --------- |
| 1842 | 3.773     |
| 1877 | 3.282     |
| 1887 | 2.951     |
| 1897 | 3.167     |
| 1900 | 3.320     |
| 1910 | 3.305     |
| 1920 | 2.661     |
| 1930 | 2.910     |
| 1940 | 3.509     |
| 1950 | 3.947     |
| 1960 | 5.019     |
| 1970 | 7.202     |
| 1981 | 9.813     |
| 1991 | 13.555    |
| 2000 | 16.895    |
| 2010 | 22.138    |
| 2020 | 24.367    |

## Esports
El Futbol Club Jove Espanyol va sorgir en 2004 de la fusió dels tres clubs de Sant Vicent del Raspeig.

## Política i govern

### Composició de la Corporació Municipal
El Ple de l'Ajuntament està format per 25 regidors. En les eleccions municipals de 26 de maig de 2019 foren elegits 10 regidors del Partit Socialista del País Valencià (PSPV-PSOE), 5 de Ciutadans - Partit de la Ciutadania (Cs), 4 del Partit Popular (PP), 2 d'Esquerra Unida-Seguim Endavant (EUPV-SE), 2 de Vox, 1 de Podem i 1 de Compromís per Sant Vicent (Compromís).
| Eleccions municipals de 28 de maig de 2023 - Sant Vicent del Raspeig                                                             |                                             |                                     |                                     |         |          |          |
| Candidatura | Candidatura                                 | Candidatura                         | Cap de llista                       | Vots    | Vots     | Regidors |
| | Partit Popular de la Comunitat Valenciana   |                                     | José Rafael Pascual Llopis          | 8.695   | 32,32%   | 9 (+5)   |
| | Partit Socialista del País Valencià-PSOE    |                                     | Jesús Javier Villar Notario         | 8.101   | 30,11%   | 8 (-2)   |
| | Vox                                         |                                     | Adrián García Martínez              | 4.917   | 18,28%   | 5 (+3)   |
| | Esquerra Unida-Unides Podem                 |                                     | Alberto Bevia Orts                  | 2.343   | 8,71%    | 2 ()     |
| | Compromís per Sant Vicent-Acord per Guanyar |                                     | Maribel Morera Mateos               | 1.897   | 7,05%    | 1 ()     |
| | Altres candidatures                         |                                     |                                     | 950     | 2,87%    | 0 ( -6)  |
| | Vots en blanc                               |                                     |                                     | 427     | 1,6%     |          |
| Total vots vàlids i regidors | Total vots vàlids i regidors                | Total vots vàlids i regidors        | Total vots vàlids i regidors        | 27.330  | 100 %    | 25       |
| | Vots nuls                                   | Vots nuls                           | Vots nuls                           | 364     |          |          |
| Participació (vots vàlids més nuls)                                                                                              | Participació (vots vàlids més nuls)         | Participació (vots vàlids més nuls) | Participació (vots vàlids més nuls) | 27.694  | 61,00%** |          |
| Abstenció | Abstenció                                   | Abstenció                           | Abstenció                           | 17.671* | 39.00%** |          |
| Total cens electoral | Total cens electoral                        | Total cens electoral                | Total cens electoral                | 45.365* | 100 %**  |          |
| Alcalde: José Rafael Pascual Llopis (PP) (17/06/2023) Per majoria absoluta dels vots dels regidors (14 vots: 9 de PP i 5 de VOX) |                                             |                                     |                                     |         |          |          |
| Fonts: (* No són vots sinó electors. ** Percentatge respecte del cens electoral.)                                                |                                             |                                     |                                     |         |          |          |

### Alcaldes
| Període                       | Alcalde o alcaldessa                      | Partit polític | Data de possessió     | Observacions                     |
| ----------------------------- | ----------------------------------------- | -------------- | --------------------- | -------------------------------- |
| 1979–1983                     | Gabriel Molina Villegas                   | PSPV-PSOE      | 19/04/1979            | --                               |
| 1983–1987                     | Jerónimo Antón Gosálvez                   | PSPV-PSOE      | 28/05/1983            | --                               |
| 1987–1991                     | Jerónimo Antón Gosálvez                   | PSI            | 30/06/1987            | --                               |
| 1991–1995                     | Francisco Canals Beviá                    | PSPV-PSOE      | 15/06/1991            | --                               |
| 1995–1999                     | Francisco Canals Beviá                    | PSPV-PSOE      | 17/06/1995            | --                               |
| 1999–2003                     | Francisco Canals Beviá Luisa Pastor Lillo | PSPV-PSOE PP   | 03/07/1999 10/10/2001 | Moció de censura PP+4GM+1PSVI -- |
| 2003–2007                     | Luisa Pastor Lillo                        | PP             | 14/06/2003            | --                               |
| 2007–2011                     | Luisa Pastor Lillo                        | PP             | 16/06/2007            | --                               |
| 2011–2015                     | Luisa Pastor Lillo                        | PP             | 11/06/2011            | --                               |
| 2015–2019                     | Jesús Villar Notario                      | PSPV-PSOE      | 13/06/2015            | --                               |
| 2019-2023                     | Jesús Villar Notario                      | PSPV-PSOE      | 05/07/2019            | --                               |
| Des de 2023                   | José Rafael Pascual Llopis                | PP             | 17/06/2023            | --                               |
| Fonts: Generalitat Valenciana |                                           |                |                       |                                  |